# Ricardo de Shrewsbury, Duque de Iorque
Ricardo de Shrewsbury, Duque de Iorque e Norfolk e Conde de Nottingham (17 de agosto de 1473 — 26 de junho de 1483) foi duque de Iorque e segundo filho do rei Eduardo IV de Inglaterra e de Isabel Woodville e irmão mais novo de Eduardo V.

## Biografia
Em 1478, com apenas quatro anos, Ricardo casou-se com Ana de Mowbray, de cinco, herdeira de uma enorme fortuna. Em junho de 1483, poucos meses depois da morte do pai, Ricardo e  seu irmão Eduardo V foram declarados ilegítimos pelo Parlamento. O tio Ricardo, Duque de Gloucester, tornou-se então rei e levou os sobrinhos para a Torre de Londres. Nunca mais se soube nada de ambos, sendo provável terem sido assassinados a mando do tio. O seu destino permanece incerto e é um dos mistérios da história de Inglaterra (ver Príncipes na Torre).
Na década de 1490, surgiu em Londres um homem de nome Perkin Warbeck, que declarou ser na realidade Ricardo. A reaparição de Ricardo de Iorque provou-se ser uma impostura e Warbeck foi executado a mando de Henrique VII de Inglaterra.